# Beli ap Rhun
Beli ap Rhun was vorst van het Koninkrijk Gwynedd van ca.586 tot 599. Er is zo goed als niets bekend over hem. Zijn naam is overgeleverd uit de Welshe genealogieën, die bevestigen dat hij ten minste twee zonen had. Hij volgde zijn vader Rhun ap Maelgwn op als koning en werd op zijn beurt opgevolgd door zijn zoon Iago ap Beli. Beli was ofwel de vader of grootvader van Saint Edeyrn.